# Алгоритм Карацубы
Умножение Карацубы — метод быстрого умножения, позволяющий перемножать два {\displaystyle n}-значных числа с битовой вычислительной сложностью {\displaystyle T(n)=O(n^{\log _{2}3})}.
Изобретён Анатолием Карацубой в 1960 году. Является исторически первым алгоритмом умножения, превосходящим тривиальный по асимптотической сложности.

## История
В 1960 году Колмогоров проводил семинар, посвящённый математическим задачам кибернетики. Одной из рассматриваемых на семинаре задач стало умножение двух {\displaystyle n}-разрядных целых чисел. Основным известным методом умножения в то время было умножение «в столбик», которое при алгоритмической реализации требовало {\displaystyle O(n^{2})} элементарных операций (сложений или умножений одноразрядных чисел). Колмогоров выдвинул гипотезу, что умножение «в столбик» является оптимальным алгоритмом умножения двух чисел в том смысле, что время работы любого метода умножения не меньше {\displaystyle n^{2}} по порядку величины. На правдоподобность «гипотезы {\displaystyle n^{2}}» указывало то, что метод умножения «в столбик» известен не менее четырёх тысячелетий, и если бы был более быстрый метод умножения, то он, вероятно, уже был бы найден. Однако, через неделю 23-летний Карацуба предложил новый метод умножения двух {\displaystyle n}-значных чисел с оценкой времени работы {\displaystyle O(n^{\log _{2}3})} и тем самым опроверг «гипотезу {\displaystyle n^{2}}».
Метод Карацубы относится к алгоритмам вида «разделяй и властвуй», наравне с такими алгоритмами как двоичный поиск, быстрая сортировка и др. Формулы рекурсивного сведения, используемые в методе Карацубы, были известны ещё Чарльзу Бэббиджу, который, однако, не обратил внимания на возможность использования лишь трёх рекурсивных умножений вместо четырёх.

## Алгоритм

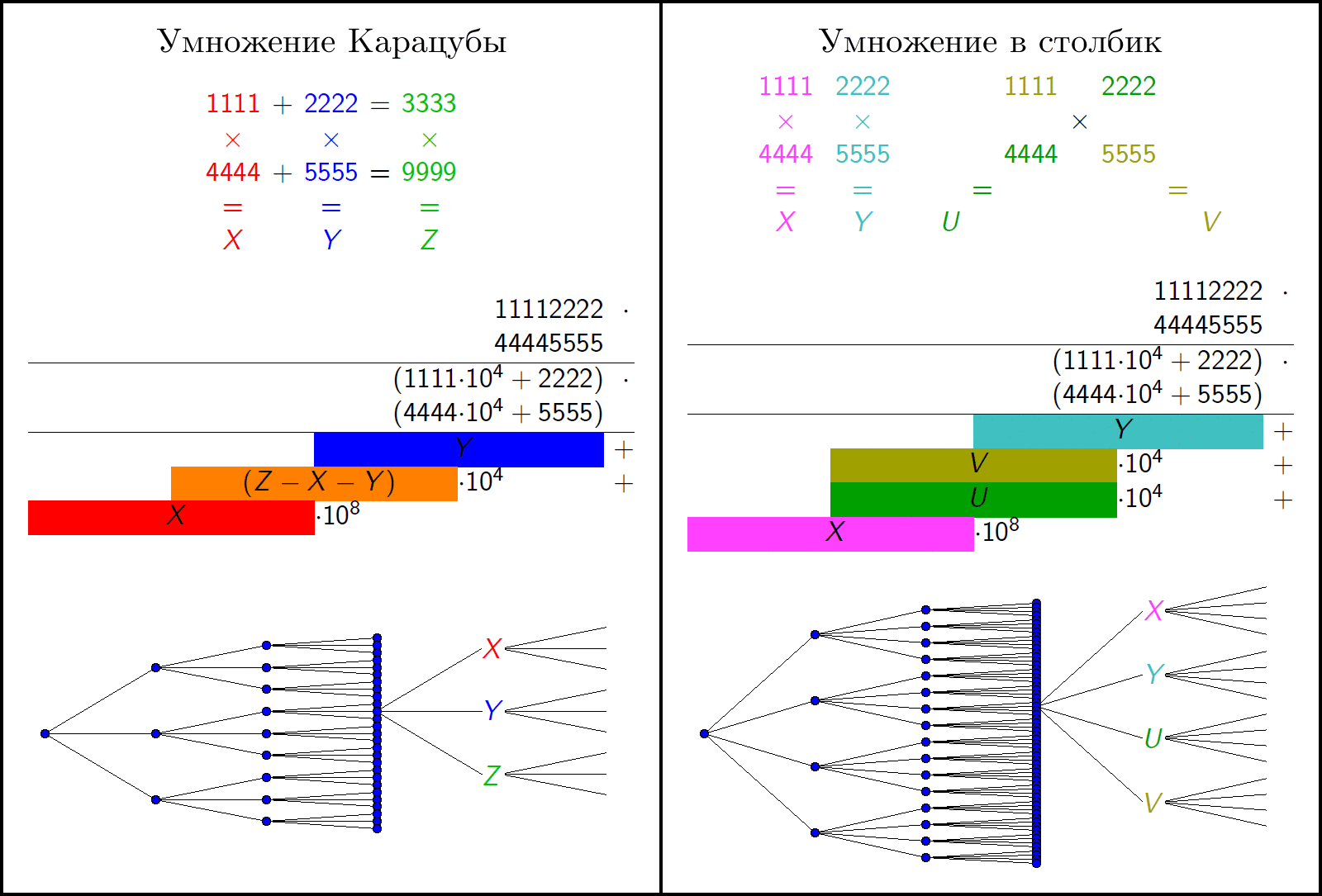
Сравнение алгоритма Карацубы и умножения в столбик. Внизу схематически показано дерево рекурсивных вызовов алгоритма для всё меньших и меньших чисел. Количество вершин на последнем его уровне соответствует количеству элементарных умножений. Видно, что у алгоритма Карацубы ширина дерева растёт значительно медленнее.

Два {\displaystyle n}-битовых числа можно представить в виде {\displaystyle ax+b}, {\displaystyle cx+d}, где {\displaystyle x=2^{\lceil {n/2}\rceil }} и {\displaystyle a,b,c,d<2^{\lceil {n/2}\rceil }}.
Умножение на {\displaystyle 2^{\lceil {n/2}\rceil }} (битовый сдвиг) и сложение делаются за постоянное время {\displaystyle O(1)}. Поэтому задача умножения сводится к вычислению коэффициентов многочлена {\displaystyle (ax+b)(cx+d)}. Используя тождество:
{\displaystyle {\color {green}(a+b)(c+d)}={\color {red}ac}+{\color {darkorange}(ad+bc)}+{\color {blue}bd}\ },
этот многочлен можно представить в виде:
{\displaystyle (ax+b)(cx+d)={\color {red}ac}x^{2}+{\color {darkorange}(ad+bc)}x+{\color {blue}bd}=}
{\displaystyle ={\color {red}ac}x^{2}+{\color {darkorange}{\Big (}}{{\color {green}(a+b)(c+d)}-{\color {red}ac}-{\color {blue}bd}}{\color {darkorange}{\Big )}}x+{\color {blue}bd}}.
В последнем выражении участвуют три произведения {\displaystyle \left({\left\lceil {\frac {n}{2}}\right\rceil +1}\right)}-значных чисел. Если вычислять каждое из них по той же схеме, получится алгоритм с рекуррентной оценкой времени работы:
{\displaystyle T(n)=3T\left({\frac {n}{2}}\right)+O(n)=O\left(n^{\log _{2}3}\right)}.
Для сравнения, аналогичный алгоритм, производящий отдельно все четыре умножения {\displaystyle ac}, {\displaystyle ad}, {\displaystyle bc}, {\displaystyle bd}, требовал бы обычного времени:
{\displaystyle T(n)=4T\left({\frac {n}{2}}\right)+O(n)=O\left(n^{\log _{2}4}\right)=O\left(n^{2}\right)}.

## Примеры
Для умножения двух восьмизначных (в десятичной записи) чисел {\displaystyle N=11113333} и {\displaystyle M=55557777} каждое из них представляется в виде суммы двух чисел вдвое меньшей разрядности, одно из которых взято со сдвигом:
{\displaystyle {\begin{cases}N=1111\cdot 10000+3333\\M=5555\cdot 10000+7777\end{cases}}}
Раскрывая скобки, произведение {\displaystyle N} и {\displaystyle M} можно переписать как:
{\displaystyle (1111\cdot 10000+3333)(5555\cdot 10000+7777)=1111\cdot 5555\cdot 10000^{2}+10000(1111\cdot 7777+5555\cdot 3333)+3333\cdot 7777}
Карацуба нашёл, что вместо четырёх умножений вдвое более коротких чисел, можно делать лишь три: {\displaystyle 1111\cdot 5555}, {\displaystyle (1111+3333)\cdot (5555+7777)} и {\displaystyle 3333\cdot 7777}, в результате чего выражение преобразуется к виду:
{\displaystyle 1111\cdot 5555\cdot 10000^{2}+10000((1111+3333)\cdot (5555+7777)-1111\cdot 5555-3333\cdot 7777)+3333\cdot 7777}.
Для умножения укороченных вдвое чисел применяется тот же алгоритм: {\displaystyle 1111\cdot 5555} представляется как {\displaystyle (11\cdot 100+11)(55\cdot 100+55)} и так далее. На практике для достаточно коротких чисел применяется уже обычное умножение как более эффективное.
Подход работает в любой системе счисления, в том числе и в двоичной, используемой вычислительной техникой. Например, вычисление произведения двух 4096-битных двоичных чисел методом Карацубы требует {\displaystyle 3^{12}\approx 5,3\cdot 10^{5}} элементарных однобитовых умножений вместо {\displaystyle (2^{12})^{2}\approx 1,68\cdot 10^{7}} при умножении наивным методом.